# Соснов Іван Дмитрович
Іван Дмитрович Соснов (15 вересня 1908, місто Горлівка, тепер Донецької області — 19 липня 1993, місто Москва) — радянський державний діяч, міністр транспортного будівництва СРСР. Кандидат у члени ЦК КПРС у 1976—1986 роках. Депутат Верховної Ради СРСР 9—11-го скликань. Герой Соціалістичної Праці (14.09.1983).

## Життєпис
Народився в родині робітника. Трудову діяльність розпочав у 1922 році слюсарем Тихорецького паровозоремонтного заводу. У 1927—1930 роках навчався в технікумі шляхів сполучення в місті Ростові-на-Дону.
У 1930—1931 роках служив у Червоній армії.
У 1933 році закінчив Ленінградський інститут інженерів залізничного транспорту, інженер водопостачання і каналізації.
У 1933—1934 роках — виконроб будівельного району станції Актюбінськ Оренбурзької залізниці, в 1934—1936 роках — начальник 19-ї дистанції колії станції Оренбург, в 1936—1937 роках — заступник начальника будівельної контори Оренбурзької залізниці, в 1937 році — заступник начальника, начальник ділянки Волзького будівельного тресту Наркомату шляхів сполучення СРСР (НКПС СРСР) (місто Оренбург). У 1937—1940 роках — заступник головного інженера і начальник виробничого відділу Волзького будівельного тресту НКПС СРСР (місто Саратов).
Член ВКП(б) з 1940 року.
У 1940—1942 роках — заступник начальника Рязансько-Уральської залізниці. У 1942—1945 роках  — начальник управління будівельно-відновлювальних робіт Калінінської залізниці.
У 1945—1947 роках — заступник начальника Центрального управління залізничного будівництва Наркомату (з березня 1946 року — Міністерства) шляхів сполучення СРСР. У 1947—1948 роках — начальник будівництва № 60 Міністерства шляхів сполучення СРСР (місто Куйбишев). У 1948 році — головний інженер Приволзького округу залізниць (місто Куйбишев).
У 1948—1954 роках — начальник Головного управління залізничного будівництва Міністерства шляхів сполучення СРСР.
У 1954—1958 роках — начальник Головного управління залізничного будівництва Уралу (з 1957 року — Уралу і Сибіру) Міністерства транспортного будівництва СРСР.
У 1958—1963 роках — заступник міністра транспортного будівництва СРСР. У 1963—1965 роках — 1-й заступник голови Державного виробничого комітету із транспортного будівництва СРСР. З жовтня 1965 по березень 1975 року — 1-й заступник міністра транспортного будівництва СРСР.
5 березня 1975 — 7 травня 1985 року — міністр транспортного будівництва СРСР.
Указом Президії Верховної Ради СРСР від 14 вересня 1983 року за великі заслуги перед Радянською державою в розвитку транспортного будівництва і в зв'язку із 75-літтям з дня народження Соснову Івану Дмитровичу присвоєно звання Героя Соціалістичної Праці з врученням ордена Леніна і золотої медалі «Серп і Молот».
З травня 1985 року — персональний пенсіонер союзного значення в Москві.
Помер 19 липня 1993 року. Похований в Москві на Преображенському цвинтарі.

## Нагороди і звання
- Герой Соціалістичної Праці (14.09.1983)
- три ордени Леніна (3.12.1965, 14.09.1978, 14.09.1983)
- орден Жовтневої Революції (10.03.1976)
- орден Вітчизняної війни ІІ ст. (29.07.1945)
- п'ять орденів Трудового Червоного Прапора (30.07.1942, 1.03.1944, 23.03.1956, 2.06.1962, 31.12.1969)
- орден Праці (Чехословаччина) (25.04.1974)
- медалі
- Державна премія СРСР (1976)